# Basjtino
Basjtino (Bulgaars: Бащино) is een dorp in het noordoosten van Bulgarije. Zij is gelegen in de gemeente Glavinitsa in de oblast Silistra. Het dorp ligt ongeveer 32 km ten zuidwesten van Silistra en 322 km ten noordoosten van de hoofdstad Sofia.

## Bevolking
In de eerste volkstelling van 1934 registreerde het dorp 329 inwoners. Dit groeide tot een officiële hoogtepunt van 420 inwoners in 1965. Op 31 december 2019 telde het dorp 167 inwoners.
Alle 176 inwoners reageerden op de optionele volkstelling van 2011. Van deze 176 respondenten identificeerden 166 personen zichzelf als Bulgaarse Turken (94,3%), gevolgd door 10 etnische Bulgaren (5,7%).
Van de 176 inwoners in februari 2011 werden geteld, waren er 11 jonger dan 15 jaar oud (6,3%), gevolgd door 129 personen tussen de 15-64 jaar oud (73,3%) en 36 personen van 65 jaar of ouder (20,5%).
Basjtino - Bogdantsi - Ditsjevo - Dolno Rjachovo - Glavinitsa - Kaloegerene - Kolarovo - Kosara - Listets - Malak Preslavets - Nozjarevo - Osen - Padina - Podles - Sokol - Stefan Karadzja - Soechodol - Tsjernogor - Valkan - Zafirovo - Zaritsa - Zebil - Zvenimir